# Medalla Eddington

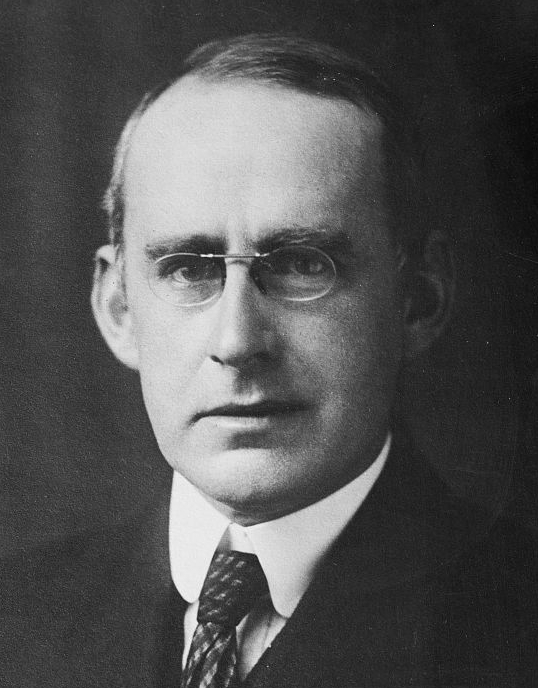
Fotografia d'Arthur Eddington, del quan la medalla en pren en nom.

La Medalla Eddington, creada després de la mort de Sir Arthur Eddington, és un premi atorgat per la Reial Societat Astronòmica de Londres cada dos anys a aquells investigadors que van fer mèrits en el camp de l'astrofísica teòrica.

## Premiats
La font és excepte quan s'especifica.
- 1953 Georges Lemaître[2]
- 1955 Hendrik C. van de Hulst[3]
- 1958 Horace W. Babcock[4]
- 1959 James Stanley Hey[5]
- 1960 Robert d'Escourt Atkinson[6]
- 1961 Hans Albrecht Bethe[7]
- 1962 André Lallemand[8]
- 1963 J. A. R. Sandage, Martin Schwarzschild[9]
- 1964 Herbert Friedman, Richard Tousey[10]
- 1965 Robert Pound, Glen A. Rebka[11]
- 1966 Rupert Wildt[12]
- 1967 Robert F. Christy[13]
- 1968 Robert Hanbury Brown, Richard Q. Twiss[14]
- 1969 Antony Hewish[15]
- 1970 Chūshirō Hayashi[16]
- 1971 Desmond George King-Hele[17]
- 1972 Paul Ledoux[18]
- 1975 Stephen Hawking, Roger Penrose[19]
- 1978 William A. Fowler[20]
- 1981 Philip James Edwin Peebles[21]
- 1984 Donald Lynden-Bell[22]
- 1987 Bohdan Paczyński[23]
- 1990 Icko Iben[24]
- 1993 Leon Mestel[25]
- 1996 Alan Guth
- 1999 Roger Blandford
- 2002 Douglas O. Gough[26]
- 2005 Rudolph Kippenhahn[27]
- 2007 Igor D. Novikov[28]
- 2009 Jim Pringle[29]
- 2011 Gilles Chabrier[30]
- 2013 James Binney[31]
- 2014 Andrew King[32]
- 2015 Rashid Sunyaev[33]
- 2016 Anthony Bell[34]
- 2017 Cathie Clarke[35]
- 2018 Claudia Maraston[36]
- 2019 Bernard F. Schutz[37]